# 赤の9番【隷従】
『赤の9番【隷従】』（あかの9ばん【れいじゅう】）は、相原あきらによる日本のライトノベル。イラストはカズオキ。電撃文庫（アスキー・メディアワークス）より、2010年1月から刊行されている。

## ストーリー
とある勘違いから、なぜか小田かずさの下僕となった木下つくしはある日ゲームに巻き込まれる。ポケットと呼ばれる少女達の殺し合いに・・・。自分の勘違いのせいで小田かずさを殺されそうになった木下つくしが「現状に対する強い否定」を覚えた時、つくしの手の中に突然、チップが現れていた。それはポケットにベットし運命を変えるための戦いを行う、プレーヤーとなった証であった。

## 登場人物

### プレイヤー
ベッドルームでベッドするプレイヤーのことを言う。「現状に対する強い否定」をした場合チップを手に入れベッドルームに来ることがある。ポケットに手助けをすることも可能。ベッドルームでは現実世界とは違う姿になる。運命測定機械がある程度設定しているようだ。
木下つくし
一川市に住む男子高校生。小田かずさが運営するブログを見てゲーマーだと勘違いし、妄想全開で話しかけるもそれはゲームに巻き込まれる始まりでしかなかった。気弱な性格で頼まれれば承諾してしまう性格。自分の都合いい想像、もとい妄想をするのがそれは彼の心の中でだけである。佐々木というクラスメイトが黒板に絵を描いたのが原因で「つくしちゃん」の愛称で呼ばれることもある。ベッドルームでは白ネズミの姿をしている。
末見
ポケットに協力するプレイヤー。つくしたちにある提案を持ちかける。ベッドルームでは人間の体で顔は猫。
老人
つくしに「予言」をするプレイヤー。彼の「予言」ははずれることなく当たっている。先を見通すことができると自称し、つくしに自分にすべてチップを預ければつくしの望む世界を実現すると持ちかける。
鳥仮面
ひょうひょうとした言動をし、人が嫌がることを進んでする。そのための約束には誠実。末見によれば、ベッドルームにいつもいる人物だという。
鉄塊
つくしにとある賭けを持ちかけるも運命測定機械に止められる。とあるゲームでは次に敗退するポケットのことを知っていた模様。

### ポケット
赤と黒にわかれる。1～12の数字が当てはまれる。ベッドされると【〇〇】に近い能力を発揮することができる。チップの枚数が多ければ多いほど様々な能力を発動できるとされるが、その分デメリットもあるようである。ポケットの居場所はベッドルームにある"マップ"にある程度の位置まで表示される。
黒の4番 貞淑
【貞淑】のポケットであるが、その貞淑さは自分からよそっている節がある。昔、好きだった男性がいたが別の女性と付き合っており、貞淑さを装って誹謗中傷した過去がある。ベッドされると人の特定の感情を貞淑させることができる。
赤の9番 隷従 小田かずさ（おだかずさ）
つくしのクラスメイト。携帯電話にクマのストラップをつけている。強そうなイメージがあり、媚びず、誰にも頼らず、一人で凛と立っている。成績も運動もそこそこできる。しかし、そういった強いイメージは内面の弱い部分を隠そうとしているかのようだとつくしは思っている。ベッドされると一定範囲内にいる人を隷従させ気力を奪う。その際まがまがしい首輪が見えることもある。
赤の11番 隔意 三郷サチ（さんごうさち）
育児放棄された児童養護施設で育てられる。ベッドされると人を孤立させられることができるらしい。末見の"教育"を受ける。
黒の12番 博愛 今河美香（いまかわみか）
つくしのクラスメイト。誰に対しても公平にやさしい。クラス全員にカップケーキを配るほどであり、受け取ってもらえなくても自分から誤るほどの博愛ぶり。つくしと小田かずさのちょっとした言動から小田かずさが「ポケット」であることを見抜くなど、観察眼は鋭い。分け隔てなくやさしいが誰かを特別扱いすることはない。そういったやさしさは自分を特別扱いされているという指摘をつくしから受ける。ベッドされると博愛としての能力を発揮し、人々が自分の言う通り行動するようになる。

### その他
運命測定機械
別ページ参照
つくしの学校の関係者
佐々木
クラスメイトにうざがれている。つくしが「つくしちゃん」と呼ばれる原因を作った人物。
高岡
つくしのクラスのクラス委員。
杉下さん
つくしに掃除当番を頼む。理由はお母さんが倒れたから。
小手川君
つくしに掃除当番を頼む。理由は先生から呼ばれたから
黛早苗（まゆずみさなえ）
つくしによくちょっかいを出す。つくしに掃除当番を頼んだのは好きなライブに行くため。ちょいグロバンド。
栗見沢先生
生活指導の先生。本人は生徒に人気があり気さくな先生と思っている。しかし実際は嫌味な先生。物を食べる時くちゃくちゃ音がしてうるさい。
お母さん
つくしのお母さん。つくしのことを「つっくん」と呼ぶ。

## ゲーム
“地球の命運”をかけたゲーム。世界がどのような形であるべきか?世界に強い違和感を覚えた人間がチップを手に入れることにより参加可能のゲーム。自分の意思を託したいと思う運命、つまりポケットにチップをかけることが基本。
ルール
- 一人が"敗退"するまでを1ゲームとする。（敗退の定義は不明。今のところポケットが"死ぬ"ことで1ゲームが終わっている）
- 1ゲームが終了した時点で清算がおこなわれる。

プレイヤーに対するルール
- プレイヤーは持っているチップを賭けることができる。
- チップはプレイヤーによってそれぞれ異なる色によって分けられる。
- 一度賭けたチップは1ゲームが終わるまでチップの付け替えやベッドの取り消しはできない。
- 敗退したのとは違う色にかけていたプレイヤーは賭けていた倍のチップが支払われる。（例えば赤の色のポケットに2枚のチップを賭けていたプレーヤーは黒のポケットが敗退すれば4枚のチップが支払われる）
- 敗退したポケットを倒したポケットに賭けていたプレイヤーは敗退したポケットに賭けられていた分のチップが追加で支払われる。ポケットが敗退した原因が他のポケットでなかった場合は（自殺やポケット以外の人物が原因による死亡などの場合）没収される。
- 敗退したポケットと同じ色に賭けていたプレイヤーのチップはそのまま失われる。
- さらに敗退したポケットに賭けていたプレイヤーは賭けていた分のチップをさらに徴収される。（足りない分は強制徴収される）

ポケットに対するルール
- ポケットは"赤"と"黒"にわかれそれぞれ1～12の違う番号が与えられる。
- 自分のポケットにベッドされたポケットはその数によって能力が上昇する。多ければ多いほど強いとされている。
- その能力はそのポケットの【運命】によるところが大きい。（【隷従】の場合、一定範囲内にいる人物を隷従させ気力、体力を奪う。【貞淑】なら視界に入った者の特定の感情を抑制することができる。等々）
- ポケットは"死ぬ"ことで"敗退"する。（それがポケット同士の戦いでなくても"敗退"扱いとなる）

ベッドルーム
現実世界とは違う流れにある空間にある。
この場所には自分の意思で来ることも可能。運命測定機械に呼び出されることもある。
広い空間の中心にベッドテーブルが置かれている。そのベッドテーブル周辺のみが明るくなっている。
ベッドテーブルの真上には金属製の板におおざっぱに書かれた一川市のマップが掲げられている。

## 舞台
一川市
ゲームの舞台となる市。五つの区に分かれており東西に延びた地形をしている。
- 加狩区

一川市の南西にある地区。ファストフード店、建設途中のビルなどがある。
- 潮区

一川市の一番東にある地区。海に面している。
- いずみ区

一川市の南東にある。
- 古籠区

一川市の一番北端。山地に隣接している。
- 中央区

一川市の中心地。

## ゲーム経過
赤の9番【隷従】一回目のゲーム
- 敗退したポケット：黒の12番【博愛】
- 倒したポケット：赤の9番【隷従】

赤の9番【隷従】小田かずさが黒の12番【博愛】今河美香を倒したゲーム。
木下つくしが"ゲーム"に巻き込まれる内容。今河美香は小田かずさと木下つくしの会話から小田かずさがポケットであることを見抜く。屋上で会話していた二人の元にクラスの男子数人を引き連れてやってくる。ベッド一枚分の力を得てクラスメイトを操り小田かずさを屋上から"自殺"させようとする。が、つくしがプレイヤーとなり小田かずさにベッドしたことにより、一方的な展開ではなくなる。小田かずさは今河美香が操っていたクラスメイト達に対しベッド一枚分の能力を発動させて隷従させる。今河自身が【隷従】させられ【博愛】の力も通用しない。そして今河美香はフェンスから飛び降りた。
赤の9番【隷従】二回目のゲーム
- 敗退したポケット：赤の11番【隔意】
- 倒したポケット：該当なし

赤の11番【隔意】三郷サチが自らの喉を刺して自殺したゲーム。
ハンバーガーショップに居た木下つくしと小田かずみの元にとある幼女が登場する。その少女は赤の11番【隔意】だった。彼女につきそう末見というプレイヤーの説得に対し小田かずさは反対をするものの木下つくしは良心に耐え切れずＯＫしてしまう。黒の4番【貞淑】をはめる策略でその内容はまず、赤の11番【隔意】と末見が袋小路に黒の4番【隔意】を追い詰め挟み撃ちにする策略である。末見から連絡を受け木下つくしがベッドをした後二人は3人の元へ向かう。しかし赤の11番の元へ二人が行くと逆に挟まれる形になってしまう。そしてその後末見は黒の4番【貞淑】に1枚のチップをベッドした後赤の11番【隔意】に指示を出す。赤の11番【隔意】は懐からナイフを取り出し自らの喉にそのナイフを突き立てた。
末見の本当の目的は赤の9番【隷従】の力を奪うこと、つまり木下つくしのチップをすべてなくすことだった。
あらかじめ赤の9番【隷従】にチップをさせた後、赤の11番【隔意】をわざと敗退させることで木下つくしのチップをすべてなくす。そうすればその後赤の9番【隷従】にベッドするプレイヤーはおらず、楽に倒せるからだ。
赤の9番【隷従】三回目のゲーム
- 敗退したポケット：黒の4番【貞淑】
- 倒したポケット：該当なし

プレイヤー・末見により黒の4番【貞淑】が刺されたゲーム。
赤の11番【隔意】が倒された後、すぐに始まったゲーム。チップ2枚分の力を得た黒の4番【貞淑】は赤の9番【隷従】を倒そうとする。絶体絶命の中、二人で逃げながら木下つくしは勝機を見出す。
末見と黒の4番【隔意】は木下つくしに呼ばれてとある部屋に呼びこまれる。ベッドルームの様子を確認をした後二人は声のした部屋へと向かう。
その部屋に隠れているのが木下つくしだけだと判断した末見は木下つくしがおとりとなって赤の9番【隷従】を逃がしたと考える。赤の9番【隷従】の居場所を聞き出すため木下つくし追い詰める。まさに絶望的な状況に見えたがここで赤の9番【隷従】の力が発動する。
前回のゲームで木下つくしが失ったチップは3枚ではなく2枚だった。末見が確認した3枚のうち1枚は鳥仮面の男のものであったのだ。そしてその後木下つくしは鳥仮面の男にある賭けを持ちかけた。
白ネズミ（木下つくし）は1枚のチップを渡し、「猫の人（末実）が1ゲーム終了するまでベッドルームに現れなかったらそのチップは鳥仮面の男のもの」、しかし「もし猫の人（末実）が現れたら赤の9番にそのチップを賭ける」という賭けをした。
加えて白ネズミ（木下つくし）の作戦が成功すると考えた鳥仮面の男は便乗して1枚のチップを赤の9番【隷従】ベッドした。
その後末見に見切りをつけた黒の4番【貞淑】は【隷従】されながらもその場を去ろうとするも小田かずさに頬をぶたれる。憑き物が落ちたかのように落ち着きをなくした黒の4番【貞淑】はこうなった責任を末見に押し付ける。自分の無能さを指摘された末見は己の手にあったナイフを黒の4番【貞淑】の胸元に突き立てた。

## 不明点
赤の11番【隔意】が倒れた後末見はなぜか黒の2番に2枚のチップをベッドしている。その後末見がベッドルームに確認に来た時にチップが2枚あるのは黒の4番のエリアのみということを確認している。そして一度かけられたチップの変更はできない。
末見が黒の2番のことをあえて「黒の4番」と言っていたとも考えられるがゲーム終了後に運命測定機械が「黒の4番が倒れました」と言っているためこれもあり得ない（運命測定機械がそんな呼び方をするとは思えない）。2回目のゲームで木下つくしが"マップ"を見た時にも「4」という数字が「11」のそばにいた事もそれを否定できる。
それに加え小田かずさが3人の前に現れた時つくしが思ったこととして「黒の2番達を無効化できているだろうか」という記述もある。
ちなみに黒の2番と思われる動向が見られるのは2回目のゲームの時。木下つくしが"マップ"を確認した際、「2」という表示が一川市の一番東、古籠区にいたことがあげられる。

## 既刊一覧
- 赤の9番【隷従】（2010年1月10日初版発行、ISBN 978-4-04-868282-4）